# Hacksjöhultagöl
Hacksjöhultagöl är en sjö i Växjö kommun i Småland och ingår i Mörrumsåns huvudavrinningsområde. Sjöns area är 0,03 kvadratkilometer och den är belägen 215 meter över havet.